# Cantarius
Cantarius es un género de peces que vivió durante el Mioceno temprano en Sudamérica, fue encontrado en la formación Cantaure de Venezuela pero también hay reportes en las formación Castillo y Castilletes de Colombia y Venezuela respectivamente y en la formación Pebas de Perú.

## Descripción
Los otolitos de Cantarius se distinguen de los morfológicamente similares de Genidens, un género subtropical atlántico existente (Sur de Brasil, Uruguay y Argentina) y Galeichthys, un género subtropical del Pacífico existente (Perú y Sudáfrica) por la fuerte convexidad de la superficie dorsal y ventral (frente a la débil convexidad de la superficie dorsal en Genidens y Galeichthys).

## Etimología
La primera parte del nombre genérico se refiere a la Formación Cantaure y la segunda parte "arius" al nombre del género Arius.